# LX (Rapper)

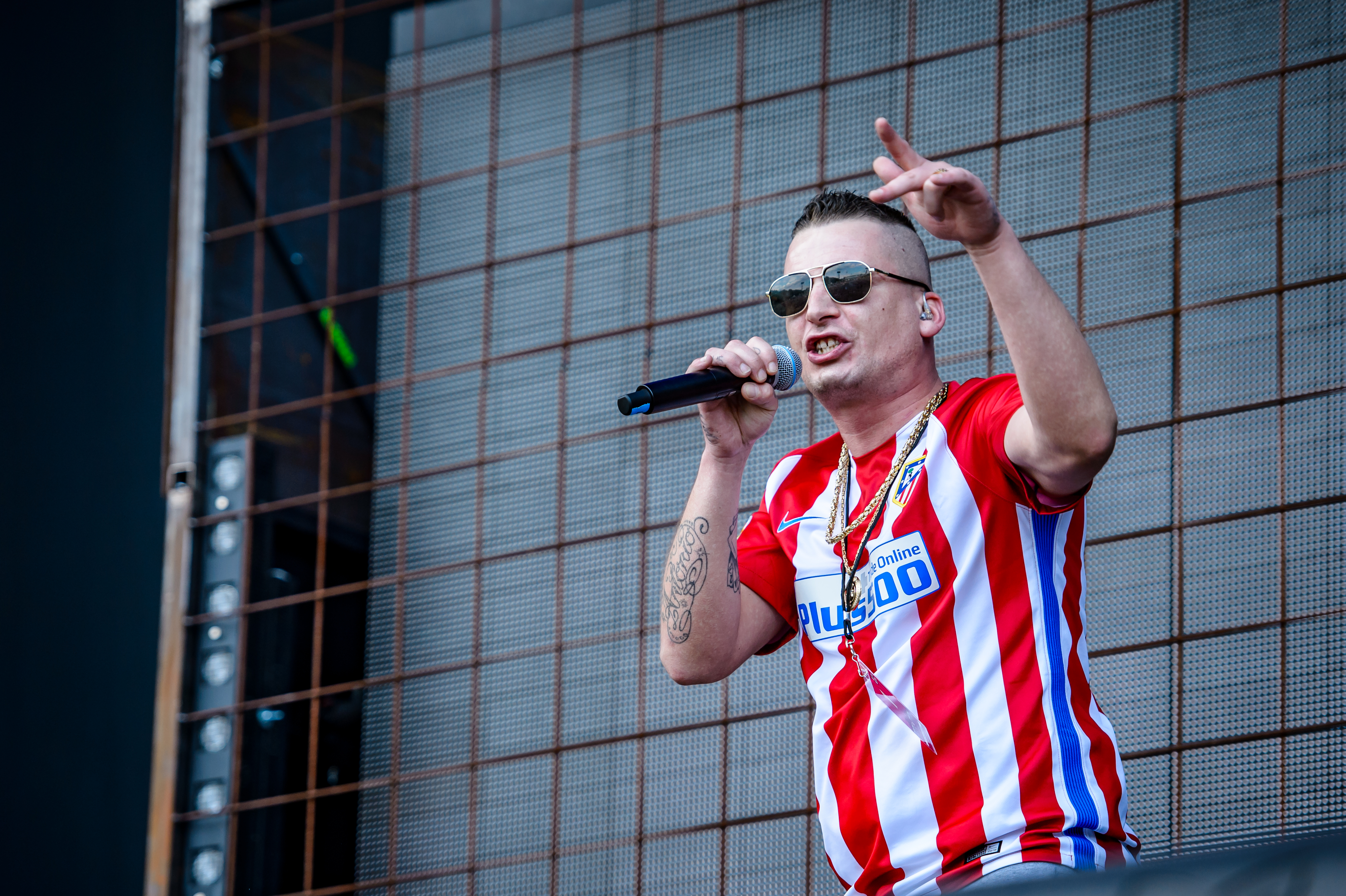
LX (2017)

LX (* 3. September 1986 in Hamburg; bürgerlich Alexander Gabriel) ist ein deutscher Rapper aus Hamburg. Er gehört zur Rap-Gruppe 187 Strassenbande. Der Durchbruch gelang ihm mit dem Kollaboalbum Obststand zusammen mit Crew-Mitglied Maxwell.

## Leben und Karriere
LX führte bis zum Start seiner Rapkarriere ein eher unstetes Leben im Großraum Hamburg. Er wuchs in der Großsiedlung Osdorfer Born auf. Später war er von Obdachlosigkeit bedroht, hatte diverse Ausbildungen abgebrochen und verkaufte Drogen. 2006 begann er zu rappen und lernte das Umfeld der 187 Strassenbande kennen. Dort wurde er von Bonez MC aufgenommen. Sein Pseudonym ist eine Abkürzung für seinen Spitznamen „Alex“. Er debütierte auf dem dritten Sampler der Gruppe und fiel vor allem durch seine Kollabo Schnapp! mit Gzuz auf. 2013 lernte er Maxwell kennen. Die beiden nahmen zusammen das Album Obststand auf, das Platz fünf der deutschen Albumcharts erreichte.
Knapp einen Monat nach Veröffentlichung des Albums wurde LX verhaftet und wegen mehrerer Gewaltdelikte in Untersuchungshaft genommen. Er wurde später zu 22 Monaten Haft verurteilt, ist aber wieder auf freiem Fuß. Anfang 2016 erhielt er Freigang und nutzte einen der Termine für ein Feature auf dem Track Optimal mit Video für Gzuz’ Kollaboalbum High & hungrig 2 mit Bonez MC. Zusammen mit Maxwell war er bei der Echoverleihung 2016 als „bester Newcomer“ nominiert, verlor jedoch gegen Joris. Den Feierlichkeiten konnte er nicht beiwohnen, da er für die Veranstaltung keinen Freigang erhielt.
Am 28. Juni 2019 veröffentlichten er und Maxwell ihr zweites Kollaboalbum Obststand 2, mit dem sie Platz eins der deutschen und österreichischen Charts erreichten. In der Schweiz war das Album auf Platz zwei positioniert.
Am 15. Januar 2021 erschien sein erstes Soloalbum mit dem Titel Inhale/Exhale. Das Album konnte sich ebenfalls an der Spitze der deutschen Albumcharts platzieren sowie in der Schweiz und Österreich auf Platz zwei. Sein zweites Soloalbum Wazabi wurde am 27. Mai 2022 veröffentlicht.
Wie auch die anderen Mitglieder der 187 Strassenbande steht er offen zu seinem Drogenkonsum.

## Diskografie
Studioalben

| Jahr | Titel Musiklabel                 | Höchstplatzierung, Gesamtwochen, AuszeichnungChartplatzierungen (Jahr, Titel, Musiklabel, Platzierungen, Wochen, Auszeichnungen, Anmerkungen) | Höchstplatzierung, Gesamtwochen, AuszeichnungChartplatzierungen (Jahr, Titel, Musiklabel, Platzierungen, Wochen, Auszeichnungen, Anmerkungen) | Höchstplatzierung, Gesamtwochen, AuszeichnungChartplatzierungen (Jahr, Titel, Musiklabel, Platzierungen, Wochen, Auszeichnungen, Anmerkungen) | Anmerkungen                            |
| Jahr | Titel Musiklabel                 | DE | AT | CH | Anmerkungen                            |
| ---- | -------------------------------- | --- | --- | --- | -------------------------------------- |
| 2021 | Inhale/Exhale Chapter ONE (UMG)  | DE1 (4 Wo.)DE | AT2 (3 Wo.)AT | CH2 (3 Wo.)CH | Erstveröffentlichung: 14. Januar 2021  |
| 2022 | Wazabi Chapter ONE (UMG)         | DE3 (4 Wo.)DE | AT5 (2 Wo.)AT | CH6 (2 Wo.)CH | Erstveröffentlichung: 27. Mai 2022     |
| 2023 | Clouds Chapter ONE (UMG)         | DE3 (2 Wo.)DE | AT38 (1 Wo.)AT | CH6 (1 Wo.)CH | Erstveröffentlichung: 17. Februar 2023 |
| 2025 | Dopeboy Dreams Chapter ONE (UMG) | DE2 (1 Wo.)DE | — | CH11 (… Wo.)CH | Erstveröffentlichung: 30. Januar 2025  |

## Auszeichnungen und Nominierungen
Erhaltene Auszeichnungen
- 2015: Hiphop.de Awards – Kategorie: „Bester Newcomer national“[10]

Nominierungen
- 2016: Echo – Kategorie: „Bester Newcomer“[8]